# محاصره اسکندریه (۶۴۱)
محاصره اسکندریه (انگلیسی: Siege of Alexandria) به واقعه‌ای در سال ۶۴۱ میلادی اشاره دارد که طی آن نیروهای خلافت راشدین، بندر مهم اسکندریه در دریای مدیترانه را به دور از امپراتوری روم شرقی تصرف کردند. در آن زمان اسکندریه مرکز استان بیزانس مصر بود. این امر به کنترل دریایی روم شرقی و تسلط اقتصادی بر مدیترانه شرقی پایان داد و در نتیجه منجر به تغییر قدرت ژئوپلیتیکی بیشتر به نفع خلافت راشدین شد.